# Princetoni Egyetem
A Princetoni Egyetem (Princeton University) a New Jersey állambeli Princetonban található egyetem, az Amerikai Egyesült Államok ötödik legidősebb és egyik legelőkelőbb felsőoktatási intézménye. A Princetonon van építészeti, mérnöki és nemzetközi ügyek iskola. A kutatások széles területet ölelnek fel, közöttük van a plazmafizika, meteorológia és a sugárhajtás kutatása. Az erdős egyetemi területen plazmafizikai és meteorológiai létesítmények vannak. Az egyetem kapcsolatban áll a Brookhaveni Nemzeti Laboratóriummal. Az 1948-ban megnyílt Harvey S. Firestone Könyvtár és a művészeti múzeum épülete gazdag gyűjteményt mondhat magáénak.
Az egyetemet eredetileg New Jersey-i Főiskola néven alapították 1746-ban, és eredetileg Elizabeth, New Jersey volt a székhelye. 1756-ban került át Princetonba. Jelenlegi nevét 1896-ban kapta. Eredetileg presbiteriánus intézmény volt, jelenleg viszont nem tesz különbséget hallgatói között vallási alapon. A Princeton az Ivy League nyolc iskolájának egyike és tagja a Association of American Universitiesnek.

## Magyar oktatók
- Wigner Jenő Nobel-díjas fizikus, 1930 és 1936 között, majd 1938-tól haláláig
- Neumann János matematikus, 1929-30-ban? később a princetoni Institute for Advanced Studynál
- Lovász László matematikus, 1987 és 1993 között

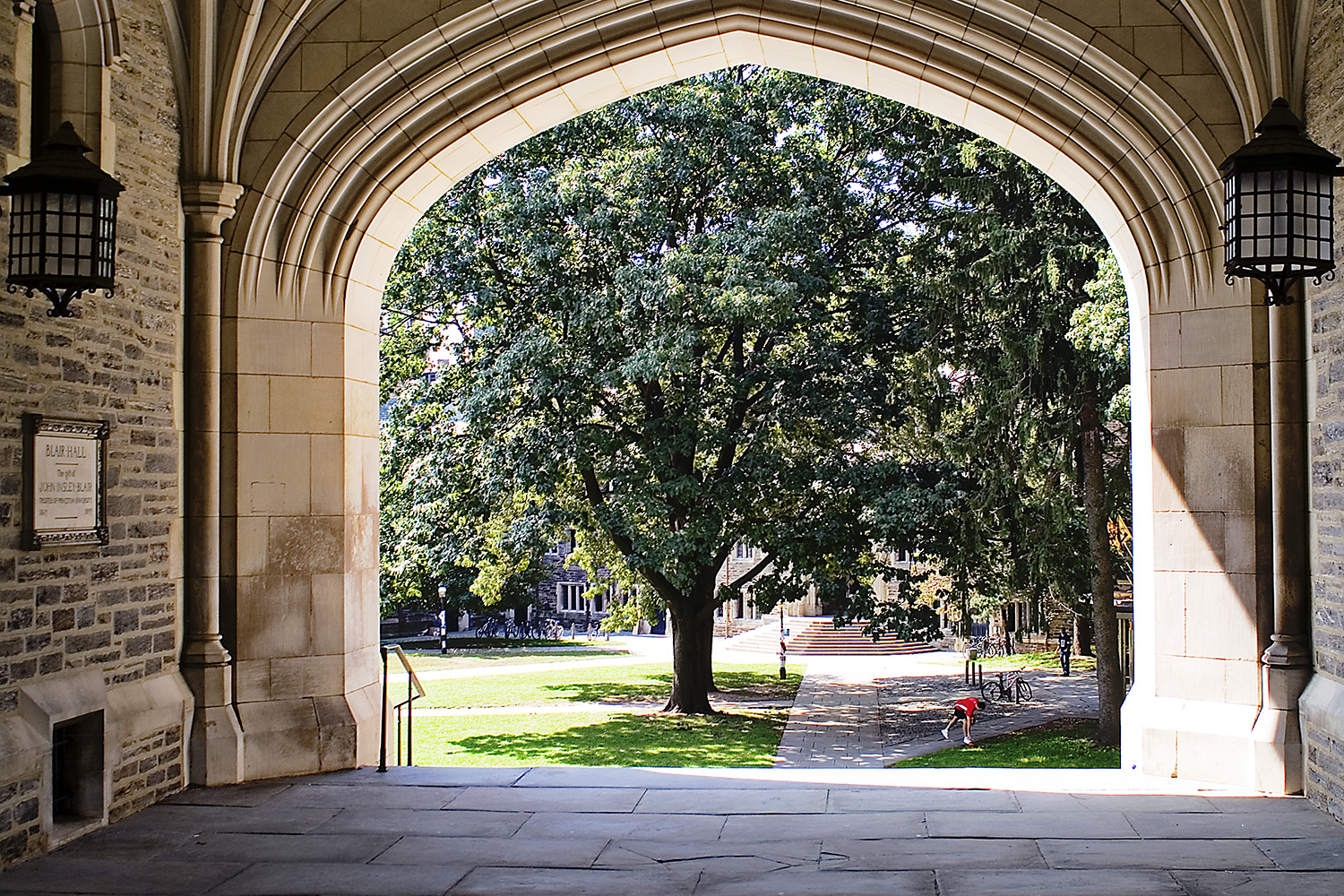
A Princetoni Egyetem boltíves kapuja

- Kollár János matematikus
- Szabó Zoltán matematikus
- Balázs Nándor fizikus
- Hámori András arabista, 1967-től

## Nevezetes emberek a Princetonon
- A – jel előtt szerepel, ami a Princetonhoz köti, ha nincs –, akkor minden a Princetonnal kapcsolatos.

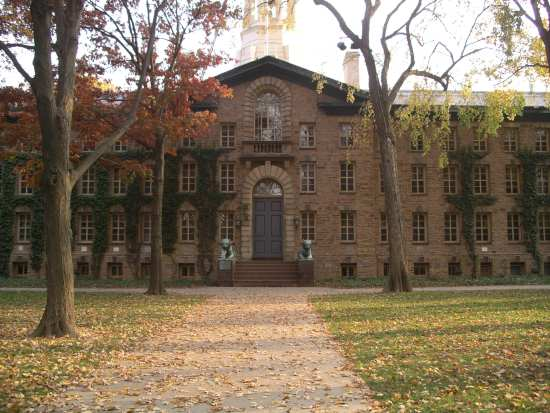
A Nassau Hall, a Princeton legrégebbi épülete. A bejárat melletti tigrisek az egyetem jelképei, 2003

- Dőlttel a Princeton munkatársai

### Természettudomány, matematika
- John Bardeen PhD 1936 –  Nobel-díjas (fizika, 1956 és 1972)
- Eugenio Calabi PhD 1950 – matematikus
- Arthur Compton PhD 1916 – Nobel-díjas (fizika, 1927)
- James W. Cronin fizikaprofesszor – Nobel-díjas (fizika, 1980)
- John H. Conway matematikaprofesszor
- Clinton Davisson PhD 1911 – Nobel-díjas (fizika, 1937)
- Albert Einstein – Nobel-díjas (fizika, 1921), az Institute for Advanced Study munkatársa
- Richard Feynman PhD 1942 – Nobel-díjas (fizika, 1965)
- Val L. Fitch fizikaprofesszor – Nobel-díjas (fizika, 1980)
- David Jonathan Gross, matematikai fizika-professzor – Nobel-díj (fizika, 2004)
- Phillip A. Griffiths PhD 1962 – matematikus, professzor a princetoni Institute for Advanced Studyn, a Nemzetközi Matematikai Unió titkára
- Robert Hofstadter PhD 1938 – Nobel-díjas (fizika, 1961)
- Brian Kernighan PhD. 1969, a számítástudomány professzora – a C programozási nyelv, az AWK és az  AMPL kifejlesztőinek egyike
- Edwin McMillan PhD 1933 – Nobel-díjas (kémia, 1951)
- John Forbes Nash PhD 1950, a matematika professzor emeritusa – Közgazdasági Nobel-emlékdíj, (1994)
- Wolfgang Panofsky, A.B. 1938 – fizikus, Stanford Linear Accelerator Center volt igazgatója
- Eugene Merle Shoemaker, PhD. 1960 – (bolygókutató, 1928-1997)
- Richard Smalley PhD 1974 – Nobel-díjas (kémia, 1996)
- Joseph H. Taylor fizikaprofesszor – Nobel-díjas (fizika, 1993)
- Richard Taylor PhD 1988 – matematikus, részt vett a nagy Fermat-tétel bizonyításának teljessé tételében
- Daniel C. Tsui professzor – Nobel-díjas (fizika, 1998)
- Steven Weinberg PhD 1957 – Nobel-díjas (fizika, 1979)
- Frank Wilczek M.A. 1972, PhD. 1974 – Nobel-díjas (fizika, 2004)
- Edward Witten PhD 1976 – fizikus, professzor az Institute for Advanced Studyn, Fields-érem (1990)
- Andrew Wiles matematikaprofesszor – bebizonyította a nagy Fermat-tételt, Wolf-díjas (1996)
- Neumann János
- Frei Zsolt PhD 1995 – asztrofizikus, Széchenyi-díjas professzor

### Műszaki tudományok
- Alonzo Church, A.B. 1924, Ph.D.1927 – a Church–Turing-tézis, kifejlesztette a  lambda-kalkulust, amely jelentősen hozzájárult az "eldönthetőségi probléma" megoldásához és befolyással volt a Lisp programnyelvre
- Alan Turing Ph.D 1938 – úttörő a számítástudományban, a Turing-gép kitalálója.  A Turing-díjat róla nevezték el.

### Közgazdaságtan
- Gary Becker A.B. 1951 – Nobel-díjas (közgazd. 1992)
- James Heckman M.A. 1968, Ph.D 1971 – Nobel-díjas (közgazd. 2000)
- Michael Spence A.B. 1966 – Nobel-díjas (közgazd. 2001)

### Irodalmárok
- Anthony Burgess vendégprofesszor, 1970-71 – regényíró és kritikus
- F. Scott Fitzgerald 1917-ben (nem végzett) – A nagy Gatsby szerzője
- Thomas Mann, vendégprofesszor
- Toni Morrison, professzor – Nobel-díjas (irodalom 1993)
- Joyce Carol Oates, a kreatív írás program professzora
- Thornton Wilder M.A. 1925

### Választott politikusok
- Francis P. Blair, Jr. Missouri képviselője az a Kongresszus képviselőházában és a szenátusban, az Egyesült Államok önkéntes hadseregének vezérőrnagya, az amerikai polgárháború hadtestparancsnoka.
- John F. Kennedy 1939-ben tanult itt, majd egészségügyi okokból elhagyta az egyetemet. Az Egyesült Államok 35. elnöke
- James Madison 1771 – az Egyesült Államok 4. elnöke
- Woodrow Wilson A.B. 1879 - a Princetoni Egyetem 13. elnöke. Nobel-békedíjas (1919), az Egyesült Államok 28. elnöke és New Jersey kormányzója